# Diez

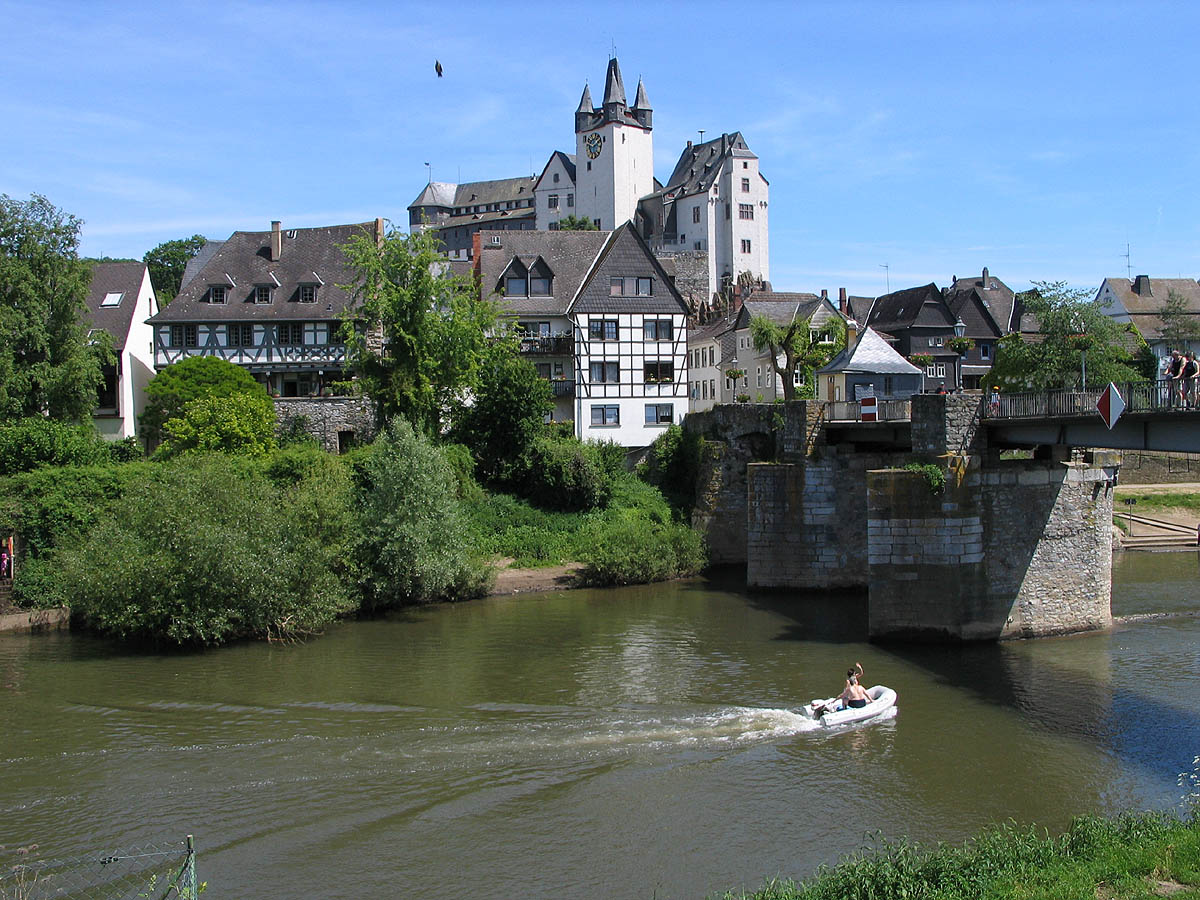
Het grafelijke slot in Diez, bij de Lahn

Diez (in het Nederlands en vroeger in het Duits ook wel Dietz) is een stad in het district Rhein-Lahn-Kreis in de Duitse deelstaat Rijnland-Palts en telt 11.072 inwoners. Diez ligt aan de rivier de Lahn. Diez is tegen het grotere Limburg an der Lahn aangegroeid. Nabij het stadje ligt Slot Oranienstein, een kasteel van het Huis Oranje-Nassau.

## Korte geschiedenis
Diez wordt voor het eerst genoemd in een oorkonde van Karel de Grote uit het jaar 790. Tijdens de middeleeuwen, in 1150, ontstond het graafschap Diez, waarvan het plaatsje Diez de hoofdstad werd. In 1329 verkreeg Diez stadsrechten.

### Diez en de Nassaus (Ottoonse linie)
Later kwam het graafschap Dietz in handen van een tak uit de familie Nassau, uit de "Ottoonse Linie", waartoe ook de Nederlandse koninklijke familie behoort. Zij bouwden in Diez een slot. Nadat Jan van Nassau, een broer van Willem van Oranje, in 1606 overleed, werden de Nassause bezittingen onder zijn zoons verdeeld. Zoon Ernst Casimir kreeg Diez, en werd daarmee graaf van Nassau-Diez. Toen in 1702 koning-stadhouder Willem III, de prins van Oranje, een nazaat van Willem van Oranje, kinderloos overleed, werd Johan Willem Friso van Nassau-Dietz zijn erfgenaam en kwamen de takken Nassau-Dietz en Oranje-Nassau bij elkaar. In het Huis Oranje-Nassau (de nazaten van Johan Willem Friso) voert het hoofd (de koning der Nederlanden) nog steeds de titel graaf/gravin van Dietz.
In de Stiftskerk van Diez liggen 7 gravinnen van Nassau begraven:
- Henriëtte Albertine van Nassau-Dietz (1686-1754)
- Maria Amalia van Nassau-Dietz (1689-1771)
- Sophia Hedwig van Nassau-Dietz (1690-1734), gehuwd met hertog Karel Leopold van Mecklenburg-Schwerin (1678-1747)
- Isabella Charlotte van Nassau-Dietz (1692-1757), gehuwd met Christiaan van Nassau-Dillenburg (1688-1739)
- Johanna Agnes van Nassau-Dietz (1693-1765) dochter van Hendrik Casimir II en Henriëtte Amalia van Anhalt-Dessau
- Louise Leopoldina van Nassau-Dietz (1695-1758) dochter van Hendrik Casimir II en Henriëtte Amalia van Anhalt-Dessau
- Henriëtte Casimira van Nassau-Dietz (1696-1738) dochter van Hendrik Casimir II en Henriëtte Amalia van Anhalt-Dessau

### Diez en de Nassaus (Walramse linie)
Frederik Willem van Nassau-Weilburg en Frederik August van Nassau-Usingen uit de "Walramse Linie" (zie Nassau (land)) namen in 1806 deel aan de Rijnbond, die onder druk van de Franse keizer Napoleon Bonaparte werd gevormd. Frederik August ontving de hertogstitel en werd hiermee hertog van Nassau. De gebieden die zij daarbij moesten afstaan aan het groothertogdom Berg werden door Napoleon gecompenseerd met gebieden van de Ottoonse linie, waaronder het graafschap Nassau-Diez waarmee dit deel ging uitmaken van het nu ontstane hertogdom Nassau. De nazaten van Oranje-Nassau stonden immers niet aan de Franse kant, zij waren bij het uitroepen van een andere Franse vazalstaat, de Bataafse Republiek naar Engeland gevlucht.
De laatste hertog van Nassau, Adolf koos in de Pruisisch-Oostenrijkse Oorlog de kant van de Oostenrijkers. De Oostenrijkers verloren deze oorlog, waardoor het hertogdom Nassau overging in Pruisische handen. De gebieden gingen deel uitmaken van de Pruisische provincie Hessen-Nassau. Na de Tweede Wereldoorlog hield ook Pruisen als bestuurlijke eenheid op te bestaan, en Diez ging nu deel uitmaken van de nieuwe deelstaat Rijnland-Palts.

## Geboren
- Friedrich Wilhelm von Goedecke (1771-1857), Duits militair en politicus in Nederlands-Luxemburgse dienst
- Fritz Korbach (1945-2011), Duits voetbaltrainer die hoofdzakelijk in Nederland werkzaam was
- Roman Weidenfeller (1980), Duits voetballer